# أصدقاء فلسطين المحافظون
أصدقاء فلسطين المحافظون (CFoP) هي مجموعة برلمانية داخل حزب المحافظين البريطاني تعمل على تعزيز "السلام والعدالة" في فلسطين والدعوة إليها ويرأسها حاليًا الوزيرة السابقة سعيدة وارسي، البارونة وارسي التي شاركت في تأسيسها مع فليك دراموند.
خلال الشهرين الأولين من التأسيس، كان هناك 35 عضوًا محافظًا في البرلمان وأعضاء مجلس اللوردات في المجموعة، وهو ما يشكل 6% فقط من الإجمالي، على النقيض من أصدقاء إسرائيل المحافظين الذين يمثلون ثلثي البرلمانيين المحافظين.

## التأسيس
تأسست في مايو 2023 بهدف أن تكون بمثابة أداة "لتوفير معلومات دقيقة ومتوازنة للبرلمانيين بشأن قضية فلسطين وإسرائيل" وكان من المفترض في الأصل أن يطلق عليها اسم أصدقاء فلسطين وإسرائيل المحافظين لتعكس هذا. أدى الافتقار الملحوظ للتوازن داخل الحزب إلى اسمه الحالي. وقد رحب بتأسيسها بن جمال، مدير حملة التضامن مع فلسطين، قائلاً: "إن أي معارضة للصوت السائد لأصدقاء إسرائيل المحافظين في الحزب المحافظ هو موضع ترحيب". وقد تأسست لتكون "منصة للتفاعل والتعلم خارج النطاق الضيق" لأصدقاء إسرائيل المحافظين.
منذ تأسيسها، انخرطت المنظمة بشكل مباشر مع الجاليتين البريطانية الإسرائيلية والبريطانية الفلسطينية وتعمل حالياً مع مجلس الشرق الأوسط المحافظ المؤيد للفلسطينيين لمساعدة "المشرعين على فهم المنطقة ككل".
تم إطلاق مجموعة أصدقاء فلسطين المحافظين في اجتماع تحدث فيه ممثل منظمة التحرير الفلسطينية في لندن، فيصل عويضة، في مؤتمر حزب المحافظين في بلاكبول في أكتوبر 1989.
كانت هناك أيضًا مجموعة شعبية غير ذات صلة تأسست في عام 2019 وكانت تحمل نفس الاسم في السابق ولكنها انحلت في أواخر عام 2022، والتي تدعي فليك دروموند أنها ووارسي "أعادتا تأسيسها".

## أعضاء البرلمان الحاليين
اعتبارًا من عام 2024، الأعضاء البرلمانيون للمجموعة هم:
| عضو البرلمان  | الدائرة الانتخابية  |
| ------------- | ------------------- |
| فليك دروموند  | وادي ميون           |
| ريتشارد فولر  | شمال شرق بيدفوردشير |
| ليو دوكرتي    | ألدرشوت             |
| جوناثان لورد  | ووكينغ              |
| نيل أوبراين   | هاربورو             |
| مارك بريتشارد | الريكين             |
| إدوارد لي     | غينزبورو            |

## روابط خارجية
- الموقع الرسمي